# Кристијан Петре
Кристијан Петре (енгл. Cristian Petre; 22. март 1979) професионални је румунски рагбиста, који тренутно игра за румунског суперлигаша РК Фарула Констанца. Висок је 197 цм, тежак је 115 кг и игра у другој линији скрама. За репрезентацију Румуније одиграо је 92 тест меча и постигао 6 есеја. Играо је на 2 светска првенства (2007, 2011). Променио је 6 тимова у Француској, пре него што се вратио у Румунију 2013. За Брив је одиграо 13 утакмица, за АС Безиерс Херолт 66 утакмица, а за Сент Етјен 31 меч.